# Günther von Kluge
Generalfeldmarschal Günther Adolf Ferdinand von Kluge (30. října 1882, Posen – 19. srpna 1944, Méty; známý rovněž jako Hans Günther von Kluge) byl německý velicí důstojník (od roku 1940 polní maršál) a během 2. světové války velitel 4. armády.

## Život
V roce 1901 vstoupil do pruské armády. Jeho otec Max Kluge se stal roku 1913 generálmajorem.
V mládí byl zřejmě pro své ojedinělé duševní schopnosti na kadetní škole svými spolužáky přezdíván „chytrý Hans“ (der kluge Hans). Právě kvůli tomu si v pozdějších letech přisvojil navíc ještě jméno Hans.
Během první světové války dosáhl hodnosti kapitána. Po válce postupně stoupal po kariérním žebříčku v rámci početně omezeného Reichswehru. V roce 1938 z armády vystoupil, jelikož nesouhlasil s Hitlerovou drastickou perzekucí židů. Už od téhož roku byl zapleten do mnoha intrik, které měly Hitlera zbavit moci. Jeden z těchto pokusů se měl odehrát v případě, že by Hitler zaútočil na Československo, ovšem tomuto pokusu zabránila tzv. Mnichovská dohoda.

### Druhá světová válka
Během své rychlé kariéry u Wehrmachtu vedl 4. armádu ve Francii, v Polsku a konečně i při tažení proti Sovětskému svazu.19. července 1940 byl na tzv. ceremonii polních maršálů povýšen na polního maršála. 18. prosince 1941 nahradil Fedora von Bocka ve velení Skupiny armád Střed, jejímž úkolem bylo dobytí Moskvy. V roce 1942, u příležitosti svých 60. narozenin, obdržel od Hitlera dar v hodnotě více než 250 000 říšských marek společně se slibem, že si může vybrat nový dům a vše bude placeno ze státní kasy.[zdroj?] Takto podplácen nebyl jen maršál Kluge, Hitler si loajalitu svých generálů kupoval penězi často, jako příklad můžeme uvést maršála von Rundstedta, maršála von Leeba či generálplukovníka Heinze Guderiana.
Velitel jeho štábu Henning von Tresckow se domníval, že by Kluge přes svůj kariérní postup mohl být získán ke spolupráci s protihitlerovskou částí německé generality. Snažil se jej k tomu bezúspěšně přemluvit. Avšak kolem září roku 1943 se podařilo generálovi Ludwigu Beckovi přemluvit Klugeho k akci proti Hitlerovi. Za zmínku rovněž stojí, že von Kluge věděl o atentátu na Hitlera, který se uskutečnil 21. března 1943 ve Smolensku. Byla vybrána skupina vojáků, která měla při obědě Hitlera zastřelit. Von Kluge ale varoval, že na místě není Himmler a měl obavy, že by došlo k občanské válce mezi Waffen SS a Wehrmachtem.
Autonehoda z 12. října 1943 Klugeho přinutila k delší nucené dovolené. 7. července 1944 byl odvolán polní maršál von Rundstedt, který se několik dnů předtím pohádal s polním maršálem Keitelem. Keitel se tehdy ptal, co mají dělat v zoufalé situaci v Normandii, načež Rundstedt vztekle zařval do telefonu „macht Schluss mit dem Krieg, ihr Idioten“ („ukončete tu válku, vy idioti“).
Po vylodění Spojenců v Normandii jej Hitler jmenoval vrchním velitelem na západní frontě s cílem vymést „defétismus“. Ještě téhož dne se pohádal s vrchním velitelem skupiny armád B, polním maršálem Rommelem, ovšem po inspekci na frontě skutečně usoudil, že situace je beznadějná a Rommelovi se omluvil. Rovněž von Kluge navrhl taktické stažení k řece Seině a prohlásil, že Normandii už dlouho německá vojska neudrží. O tom Hitler nechtěl ani slyšet a nařídil protiútok v oblasti Avranches s krycím názvem operace Lüttich. Von Kluge nakonec pod Hitlerovým nátlakem svolil k útoku a ten skončil debaklem. 17. srpna 1944 byl nahrazen polním maršálem Walterem Modelem, kterému se pro jeho výborně vedený styl obranného boje na východní frontě říkalo Hitlerův hasič.
V Hitlerově okolí postupně zesílily názory, že Kluge byl zapojen do červencového atentátu. Na konspiracích proti němu se kromě činovníků gestapa podílel také Ernst Kaltenbrunner, šéf RSHA (Hlavního říšského bezpečnostního úřadu). Na tomto základě se jej Hitler rozhodl odvolat a na jeho místo dosadil generála Modela. Rozhodnutí mělo nabýt platnosti hned následujícího dne.
Kluge napsal Hitlerovi dopis na rozloučenou ze dne 18. srpna 1944, ve kterém uvedl, že mu byl vždy věrný a že jako jediné východisko vidí sebevraždu. Během cesty z Francie do Německa požil jed ve formě kapsle s cyankáli.
Po druhé světové válce byla rakev s jeho ostatky ukradena z krypty a dodnes není známo, kam byla převezena.

#### Teorie vraždy
V knize Rozhovory s katem autor uvádí, že byl Kluge zatčen muži Jürgena Stroopa (velitele SS a policie v západní části Německa) na rozkaz Heinricha Himmlera. Stroop se při výslechu pokoušel dvakrát donutit polního maršála spáchat sebevraždu (pistolí a jedem), maršál však pokaždé trval na své nevině. Napsal pouze dopis Adolfu Hitlerovi a následně byl zastřelen. Himmler trval na tom, aby Stroop poslal do hlavního stanu zprávu, že Kluge nastoupil ve Francii do letadla, kterým měl letět k Adolfu Hitlerovi, a těsně před startem spáchal sebevraždu.

## Vyznamenání
- Železný kříž, Spona 1939 k Železnému kříži 1914 II. třídy, udělena 05. 09. 1939
- Železný kříž, Spona 1939 k Železnému kříži 1914 I. třídy, udělena 17. 09. 1939
- Rytířský kříž Železného kříže, udělen 30. 09. 1939
- Rytířský kříž Železného kříže, s dubovou ratolesti, udělen 18. 01. 1943 (181. držitel)
- Rytířský kříž Železného kříže, s dubovou ratolesti a meči, udělen 29. 10. 1943 (40. držitel)
- Železný kříž, I. třída
- Železný kříž, II. třída
- Medaile za východní frontu